# Steve Coppell
Stephen James „Steve“ Coppell (* 9. Juli 1955 in Liverpool) ist ein ehemaliger englischer Fußballspieler und dabei einer der besten Flügelspieler seiner Generation, bevor eine schwere Verletzung seine Karriere frühzeitig beendete. Zuletzt war er als Trainer beim englischen Zweitligisten Bristol City tätig.

## Spielerkarriere
Coppell war in seiner Jugendzeit ein auffällig talentierter Spieler. Trotz vorliegender Angebote mehrerer Spitzenvereine schloss er sich dem niederklassigen Verein von der Merseyside, den Tranmere Rovers an, da er an der Liverpool University seinen Abschluss in Volkswirtschaftslehre anstrebte.
Coppell studierte bis 1974, spielte parallel für Tranmere und trainierte die Universitätsmannschaft. Sein Leben veränderte sich im Jahr 1975, als ihm Manchester United ein Angebot über 60.000 Pfund machte. Coppell schummelte dabei bei seinem potentiell neuen Verein bezogen auf sein aktuelles Gehalt, da Manchester United ihm pauschal anbot, ihm das Doppelte zu zahlen. Coppell unterschrieb im Anschluss einen Vertrag in Manchester.
Er machte seinen Abschluss während er auf der rechten Angriffsseite von Manchester United agierte, wobei er beim 4:0-Sieg gegen Cardiff City am 1. März 1975 als Einwechselspieler debütierte. In dieser Saison kehrte Manchester aus der Second Division nach einjähriger Abwesenheit in die First Division zurück. Coppell selbst absolvierte zehn Spiele und erzielte ein Tor.
In der darauf folgenden Saison traf Coppell in 39 Spielen zehnfach, wobei ihm auch ein Treffer im Anfield-Stadion beim FC Liverpool gelang, wo er in seiner Jugendzeit gespielt hatte. Darüber hinaus kam er zu Einsätzen in der englischen U23-Nachwuchsmannschaft.
Die vielversprechende junge Mannschaft von Manchester United, die von Tommy Docherty zusammengestellt wurde, entwickelte sich in der ersten Liga weiter und erreichte das Finale des FA Cups, in dem man dem Zweitligisten FC Southampton gegenüberstand und die Favoritenrolle besaß. Die unerfahrene Mannschaft, darunter auch Coppell, konnte jedoch der nervlichen Belastung nicht standhalten und das ungleich routiniertere Team aus Southampton gewann mit 1:0. Coppell markierte dabei mit einem Schuss aus über 20 Metern, der von dem gegnerischen Torhüter gehalten werden konnte, die erste torgefährliche Szene des Spiels.
Im Jahr 1977 konnte Manchester United in der Meisterschaft keine entscheidende Rolle spielen, erreichte jedoch erneut das Finale im FA Cup und traf dort auf den FC Liverpool, der mit einem Sieg ein Tripel gewonnen hätte (gemeinsam mit der Meisterschaft, die sie zu dem Zeitpunkt schon gewonnen hatten, und dem Europapokal der Landesmeister). An diesem Tag konnte Manchester United, darunter neun Spieler, die im vergangenen Jahr noch enttäuscht hatten, mit einem 2:1-Sieg den Titel gewinnen.
Im gleichen Jahr wurde Coppell in die englische Fußballnationalmannschaft berufen und bestritt das Qualifikationsspiel zur Fußball-Weltmeisterschaft 1978 in Argentinien gegen Italien im Wembley-Stadion. Das englische Team konnte dabei zwar 2:0 gewinnen, verpasste aber wegen der schlechteren Tordifferenz die Qualifikation. Coppell wurde zu einer festen Größe in den Planungen des englischen Trainers Ron Greenwood und absolvierte eine Reihe von Freundschaftsspiele im Jahr 1978. Sein erstes Tor für England schoss er beim 1:0-Sieg gegen Schottland im Hampden Park.
Coppell spielte im darauf folgenden Jahr beständig sowohl in seinem Verein als auch in der Nationalmannschaft und traf dabei gegen die Tschechoslowakei und Nordirland, neben einer Reihe von Toren für Manchester United, wo er kein Spiel verpasste und erneut das Finale des FA Cups erreichte. Dort stand Manchester dem FC Arsenal gegenüber, das, wie zuvor Manchester selbst einmal, im vorangegangenen Jahr ein FA-Cup-Finale verloren hatte (0:1 gegen Ipswich Town). Es sah dann nach einem Sieg für Arsenal aus, das mit 2:0 vorne lag. Als nur noch vier Minuten zu spielen waren, wurde ein Freistoß von Coppell durch Joe Jordan abgefälscht und der Verteidiger Gordon McQueen verkürzte zum 1:2. Manchester entwickelte in der verbleibenden Zeit noch mehr Druck, um den Ausgleich zu erzielen und als Arsenal den Ball nicht aus der Defensive klären konnte, hebelte Coppell mit einem Heber die Abwehr aus, so dass Sammy McIlroy vor zwei Abwehrspielern von Arsenal den Ausgleich schoss. Als nur noch eine Minute zu spielen war, sah alles nach einer Verlängerung aus. Arsenal jedoch konnte in einer der letzten Offensivaktionen postwendend durch Alan Sunderland das 3:2 und damit die Entscheidung im Spiel erzielen.
Nur eine Woche später konnte Coppell im Wembley-Stadion wieder positiv auf sich aufmerksam machen, als er beim 3:1-Sieg im Länderspiel gegen Schottland ein Tor erzielen konnte. Seine Leistungen für England waren weiterhin beständig gut, wie auch seine Dauerpräsenz für den Verein in den darauffolgenden zwei Jahren. Er konnte im Jahr 1980 seine Serie der Tore gegen Schottland fortsetzten, als er im Vorfeld zur EM 1980 in Italien beim 2:0 im Hampden Park einen Treffer erzielte. Bei der Europameisterschaft selbst spielte er in den ersten beiden Gruppenspielen und schied dort mit England aus.
Seine persönliche Tragödie erlebte Coppell dann bei einem Qualifikationsspiel zur WM 1982 in Spanien gegen Ungarn. Coppell verletzte sich bei einem harten Zweikampf schwer, wobei sein Knie regelrecht zerschmettert wurde (nach Coppells Aussage „ähnlich einem Feuerwerkskörper, der in meinem Knie platziert wurde und dann losging“). Er wurde am Knie operiert und die provisorische Lösung sollte die Fortführung seiner Karriere ermöglichen.
Coppell spielte dann bei der Weltmeisterschaft sowohl in allen drei Gruppenspielen als auch im torlosen Zwischenrundenspiel gegen Deutschland. England schied danach aus dem Turnier aus und Coppell wurde erneut am Knie operiert.
Er kam im Rahmen seiner Möglichkeiten auch weiterhin für Manchester United zum Zuge und spielte nach 36 Einsätzen in der Vorsaison in der darauffolgenden Spielzeit 1982/83 29-fach. Zusätzlich spielte er nach der Weltmeisterschaft noch zweimal und traf auch beim 9:0-Sieg gegen Luxemburg.
Coppell war verletzungsfrei beim Ligapokalfinale im Jahr 1983, als Liverpool, entgegensetzt zur Begegnung im Jahr 1977, mit 2:1 gewann. Als Manchester United auch das Finale des FA Cups erreichte, brach Coppells Verletzung erneut auf und er verpasste somit das Spiel gegen Brighton & Hove Albion, das in der ersten Begegnung 2:2 endete und im Wiederholungsspiel mit 4:0 in Manchester United seinen Sieger fand. Coppell ließ sich erneut operieren, aber der Heilungserfolg blieb aus, so dass er im Oktober 1983, im Alter von nur 28 Jahren, seine Karriere als Fußballspieler beendete. Er hatte zuvor mit 207 Spielen in Folge zwischen 1977 und 1981 den Rekord in dieser Kategorie aufgestellt. Seine Laufbahn bei Manchester United endete insgesamt mit 70 Toren in 373 Einsätzen. Für England hatte er 42 Spiele bestritten und dabei sieben Tore erzielt.

## Trainerlaufbahn
Im Jahr 1984 wurde Coppell Trainer bei Crystal Palace, wobei er im Alter von nur 29 Jahren der jüngste Trainer innerhalb der Football League war. Unter seiner Ägide stieg der Verein 1989 über die Play-off-Spiele in die erste englische Liga auf. Palace verblieb für vier Spielzeiten in der Eliteklasse und erreichte 1990 das Finale im FA Cup, das man dann gegen Manchester United verlor. Erwähnenswert war dabei noch der Sieg im Halbfinale gegen den FC Liverpool, wo man sich für eine 0:9-Niederlage in der Meisterschaft im Anfield-Stadion revanchierte. In der anschließenden Saison erreicht Crystal Palace mit dem dritten Rang seine höchste Platzierung der Vereinsgeschichte und gewann mit dem Full Members Cup seine erste Trophäe. Danach verschlechterten sich die Klubleistungen und nachdem im Jahr 1993 der Abstieg aus der Premier League trotz einer Rekordpunktezahl für einen Absteiger hingenommen werden musste, trat Coppell zurück.
Im Jahr 1995 kehrte Coppell zu Crystal Palace als technischer Direktor zurück, bevor er dann Trainer von Manchester City wurde, wo er jedoch nur für sechs Spiele im Amt blieb. Erneut wurde er, nun im Jahr 1997, Trainer bei Crystal Palace und konnte wieder über die Playoff-Spiele aufsteigen. Daraufhin blieb er in den ersten sieben Monaten der Saison 1997/98 bei dem Verein, bevor ein Wechsel in der Vereinsführungsebene für seinen Rücktritt sorgte. Der Klub stieg in der gleichen Spielzeit ab.
Im Januar des Jahres 1999 kehrte Coppell wieder zu Crystal Palace zurück. Während dieser Zeit hatte der Verein schwerwiegende finanzielle Probleme und er konnte aufgrund eines geringeren Etats nur um den Klassenerhalt spielen. Im Jahr 2000 wurde Palace von Simon Jordan aufgekauft und Coppell verließ den Verein ein weiteres Mal. Er wurde daraufhin im Jahr 2001 Trainer beim FC Brentford und führte den Verein in das Finale der Playoffs für den Aufstieg in die zweite Liga, nachdem sie zuvor die direkte Qualifikation nur knapp verpasst hatten.
In der zweiten Jahreshälfte von 2002 verließ Coppell Brentford, um sich Brighton anzuschließen, die um den Klassenerhalt in der zweiten Liga spielten. Obwohl sich der Verein im Laufe der Saison verbesserte, konnte der Abstieg nicht verhindert werden. Im Oktober 2003 wechselte Coppell dann zum FC Reading in die Football League Championship und stieg mit dem Verein in der Saison 2005/06 in die Premier League auf. Nach zwei Jahren stieg Coppell mit Reading 2008 wieder in die Zweitklassigkeit ab und gelangte dort in der Spielzeit 2008/09 auf Anhieb wieder in die Aufstiegs-Play-offs. Im direkten Anschluss an das verlorene Halbfinale gegen FC Burnley trat er mit sofortiger Wirkung von seinem Posten zurück.
Am 22. April 2010 gab Bristol City seine Verpflichtung als Cheftrainer bekannt. Steve Coppell unterzeichnete einen ab dem 11. Mai 2010 gültigen, vorerst auf ein Jahr befristeten, Vertrag. Am 12. August trat er mit sofortiger Wirkung von seinem Amt zurück und verkündete zeitgleich, nicht mehr in einer Trainerposition arbeiten zu wollen.

## Erfolge
- FA-Cup-Sieger: 1977, 1983 (als Spieler)
- Full-Members-Cup-Sieger: 1991 (als Trainer)
- Charity-Shield-Sieger: 1977 (als Spieler)